# Hanna Birna Kristjánsdóttir
Hanna Birna Kristjánsdóttir (ur. 12 października 1966 w Hafnarfjörður) – islandzka polityk, minister spraw wewnętrznych od 23 maja 2013 do 4 grudnia 2014 w rządzie Sigmundura Davíða Gunnlaugssona, deputowana do islandzkiego parlamentu od 2013 roku. Od 21 sierpnia 2008 do 15 czerwca 2010 pełniła funkcję burmistrza Reykjavíku.

## Życiorys
W 1991 zdobyła tytuł licencjata z politologii na Uniwersytecie Islandzkim, a w 1993 tytuł magistra nauk politycznych na Uniwersytecie Edynburskim.
W latach 2002–2013 była członkinią Rady Miasta w Reykjavíku, w latach 2006–2008 zajmując stanowisko jej prezesa, a po ustąpieniu ze stanowiska burmistrza Reykjavíku jednogłośnie została wybrana jego następczynią, jednak w kwietniu 2011 zrezygnowała ze stanowiska z powodu braku porozumienia z rządzącym wówczas krajem Sojuszem.
W wyborach parlamentarnych w 2013 roku zdobyła najwięcej głosów w okręgu Południowy Reykjavík, zdobywając tym samym mandat. Urząd ministra spraw wewnętrznych objęła 23 maja 2013. 4 grudnia 2014 na stanowisku ministra zastąpiła ją Ólöf Nordal.